# The Shadow of Sirius
The Shadow of Sirius – tomik wierszy amerykańskiego poety W.S. Merwina (Williama Stanleya Merwina), późniejszego laureata Międzynarodowej Nagrody Literackiej im. Zbigniewa Herberta, opublikowany w 2008 i wyróżniony Nagrodą Pulitzera w dziedzinie poezji za 2009.